# Janthinisca rosita
Janthinisca rosita är en fjärilsart som beskrevs av Sergius G. Kiriakoff 1968. Janthinisca rosita ingår i släktet Janthinisca och familjen tandspinnare. Inga underarter finns listade i Catalogue of Life.